# Veliki Kamen
Veliki Kamen je naselje u Općini Krško u istočnoj Sloveniji. Veliki Kamen se nalazi u pokrajini Štajerskoj i statističkoj regiji Donjoposavskoj. 

## Stanovništvo
Prema popisu stanovništva iz 2002. godine Veliki Kamen je imao 242 stanovnika.

## Vanjske poveznice
- Satelitska snimka naselja  Arhivirana inačica izvorne stranice od 29. srpnja 2017. (Wayback Machine)